# Fascia thoracique
Le fascia thoracique est un fascia du thorax recouvrant la cage thoracique.

## Description
Dans la nomenclature TA2, le fascia thoracique est l'ensemble des fascias intercostaux qui recouvrent la surface externe des muscles intercostaux externes, la surface interne des muscles intercostaux internes et les plans fibreux qui s'interposent entre les plans musculaires intercostaux.
Dans la littérature, le terme fascia thoracique ne respecte pas toujours cette définition restrictive et peut englober l'ensemble des fascias du thorax de manière indistincte.